# Челюк Іван Микитович

Стаття Івана Челюка «Нарєчіє» у газеті Вістник Товариства «Українська Хата». 24 червня 1917 року. Дев'ятий номер. Третя сторінка

Іван Микитович Челюк (* ? с. Свиридівка Лохвицького повіту Полтавської губернії — † 3 грудня 1937, Херсон) — український громадський та політичний діяч, засновник українського кооперативного руху на Херсонщині, голова Херсонської «Просвіти» та «Української книгарні».

## Перші Визвольні Змагання
Бухгалтер Херсонського повітового земства. З 1917 року — член УПСР. З серпня 1917 — член ради Херсонської спілки дрібного кредиту. З листопада 1917 року член комісії з питань інформації Херсонської революційної ради. Активіст товариства «Українська Хата в Херсоні». У 1917 році — голова товариства «Просвіта» у Херсоні. Товариство під керівництвом Челюка проводить велику роботу в галузі пропаганди історії України, літератури, мистецтва, влаштовуються лекції, концерти, організовуються курси українознавства, український хор, національний театр. Цікаво, що перша заявка на влаштування вистави українським національним театром надійшла 30 грудня 1917 р. від Херсонського осередку партії українських есерів. І. М. Челюк брав участь у роботі всеукраїнського кооперативного з'їзду в Києві у вересні 1917 р., був делегований від Херсонської спілки кредитових і позичково-ощадних товариств на III-й Всеукраїнський кооперативний з'їзд у травні 1918 року. І.Челюк був головою Забалківського кредитового товариства, у серпні 1917 р. обирається до ради Херсонської спілки установ дрібного кредиту.
Організатор товариства «Українська книгарня». Челюк був здібним публіцистом, часто виступав на сторінках друкованих видань у 1917—1920 роках.

### Арешт
У кінці квітня 1919 р. І. М. Челюк був заарештований губернською надзвичайною комісією по боротьбі з контрреволюцією. Правління Херсонської спілки кредитових і ощадно-позичкових товариств терміново пише в ЧК: «… весь Херсон і повіт знають Челюка як борця за народне право і ворога спекуляції….Правління Херсонської спілки сільських і міських кооперативів і дві спілки споживчих товариств з числом членів 11248 чоловік ручається за свого голову Івана Микитовича Челюка і прохає комісію звільнити Челюка»

## Радянський період
Поборник ідеї Української Автокефальної Православної Церкви. Доклав немало зусиль, аби в Херсоні почала діяти Українська Автокефальна Православна Церква. У 1921 р. така церква була відкрита. Це Храм св. Великомучениці Олександри.
Пізніше, в силу різних причин, Іван Микитович відходить від громадського життя. У 1931 році був заарештований, звинувачений у контрреволюційній діяльності, засуджений умовно.
Іван Микитович, ніби відчуваючи свою лиху долю, у 1933 році виїздить у Горьківську область. Знову повертається до Херсона. Влаштовується на роботу бухгалтером-ревізором у Херсонторг.

## Загибель

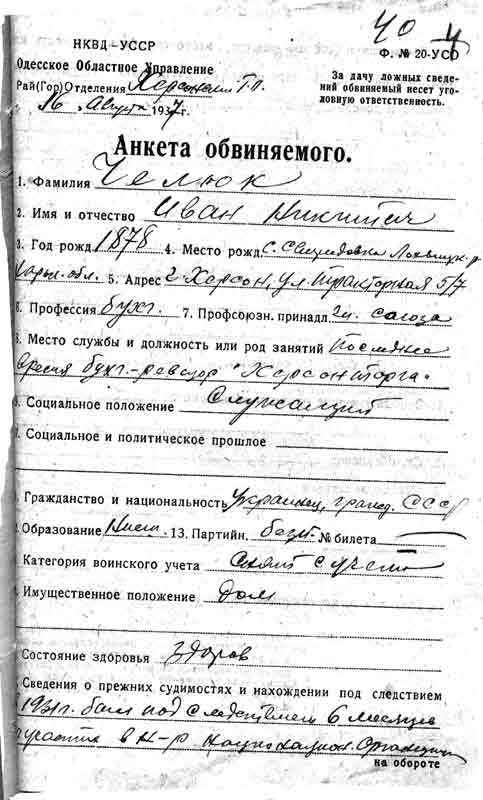
Анкета архівно-слідчої справи Івана Челюка. 1937 р.

У 1937 році його знову заарештовують. Цього разу йому в ході слідства пригадали все: і членство в партії українських есерів, і діяльність на ниві культурницького руху, українізації («буржуазний націоналіст»), і участь у політичних подіях 1917—1920 років.
Постановою трійки управління НКВС по Миколаївській області Іван Микитович Челюк засуджений до розстрілу. Страчений радянською владою в ніч з 2 на 3 грудня 1937 року.
Місце його поховання невідоме.

## Вшанування пам'яті
В Херсоні існує проїзд Івана Челюка.